# Radiação ciclotrônica
Radiação ciclotrônica é radiação eletromagnética emitida por partículas carregadas em movimento confinadas em um campo magnético.